# Leonardo Patrasso

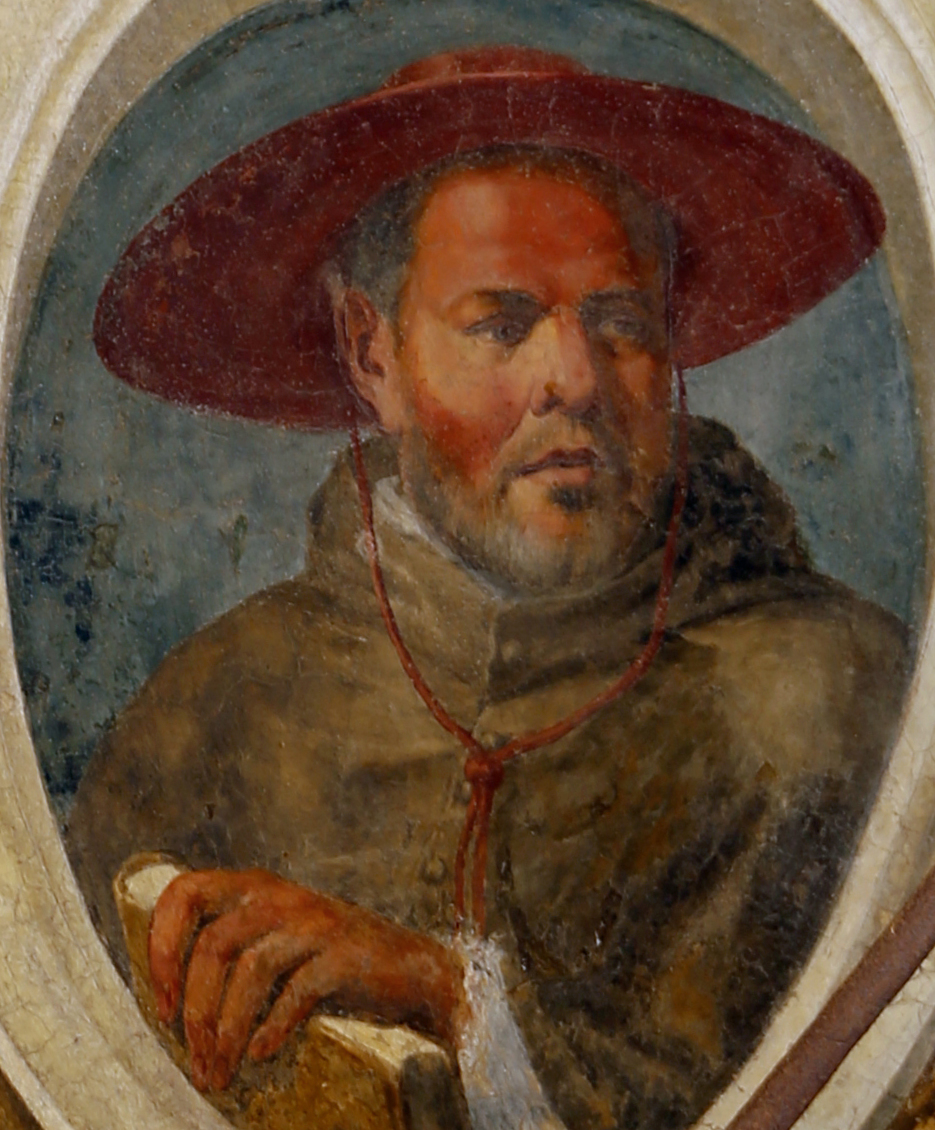
Kardinal Leonardo von Patrasso (Bildnis im Kreuzgang des Klosters Ognissanti, Florenz)

Leonardo von Patrasso (* um 1230 in Guarcino; † 7. Dezember 1311 in Lucca) war ein italienischer Bischof und Kardinal.

## Leben
Er war ein Verwandter von Papst Bonifatius VIII., dessen Mutter Emilia Patrasso ebenfalls aus Guarcino stammte. Nach seinem Geburtsort wurde Leonardo Patrasso auch Guercino, Gratino und Guerrino genannt.
Um 1247 begegnet er als Kanoniker des Domkapitels von Alatri. 1264 wurde er durch Papst Urban IV. zum Schatzmeister des Bistums Patras bestimmt. Etwa 1295 wurde Leonardo Patrasso zum Bischof von Modon in Griechenland erwählt. Am 17. Juni 1297 wurde er auf den Bischofssitz von Aversa transferiert. Nach dem Tod von Kardinal Hughes Seguin de Billon wurde Leonardo Patrasso am 25. Februar 1298 zum Apostolischen Administrator des Bistums Ostia und Velletri bestellt, was er bis zum Februar 1299 blieb. Am 20. Juli 1299 wurde er zum Erzbischof von Capua erhoben.
Papst Bonifatius VIII. ernannte Leonardo Patrasso im Konsistorium vom 2. März 1300 zum Kardinalbischof von Albano. Als solcher unterzeichnete er päpstliche Bullen zwischen dem 2. Oktober 1300 und dem 16. Februar 1302. Er nahm am Konklave 1303 teil, an dem Benedikt XI. zum Papst gewählt wurde. Am 13. März 1304 unterzeichnete er wiederum päpstliche Bullen. Er war Teilnehmer des Konklave 1304–1305, aus dem Clemens V. als Papst hervorging. Im Jahr 1309 wurde Leonardo Patrasso Dekan des Heiligen Kardinalskollegiums.
Zwei Jahre später starb Leonardo Patrasso während der Reise nach Rom zur Krönung des Kaisers Heinrich VII., die er mit zwei anderen Kardinälen unternahm, in Lucca. Er wurde in der Dominikanerkirche von Lucca beigesetzt.